# Arimathea
În Israelul antic, Arimateea era o localitate asociată cu relatarea Noului Testament despre Iosif din Arimateea. Potrivit Bibliei, acesta a fost un om bogat și un discipol al lui Isus care i-a cerut lui Pilat permisiunea să-i coboare trupul lui Isus de pe cruce după răstignirea sa.
Locația exactă a Arimateei este oarecum incertă. Mulți cercetători cred că Arimateea este aceeași cu Ramathaim-Zofim⁠(d), care este menționat în Vechiul Testament drept locul de naștere al profetului Samuel. Se crede că Ramathaim-Zofim a fost situat pe teritoriul tribal al lui Efraim, în regiunea centrală a Israelului antic.
Deși locația precisă a Arimateei/Ramathaim-Zofim nu este cunoscută definitiv, în general se crede că a fost în vecinătatea Ierusalimului sau în regiunea mai largă a Iudeii.
Textul aramaic din Peshitta spune Ramtha. Există un oraș, Ramtha, care nu făcea parte din Iuda antică, ci din triburile din nord Manase, numită mai târziu Decapolis] ale Israelului. Ramtha este aproape de râu, care se varsă spre vest în râul Iordan, chiar sub ieșirea din Marea Galileii. Ramtha face acum parte din Iordania, lângă granița cu Siria.
Se crede că orașul Arimateea din Iuda [Iudeea] se află la aproximativ 25 km est de Iope și la aproximativ 13 km nord-est de Lydda. De asemenea, se crede că este cunoscut sub numele de Ramathaim-Zofhim [cunoscut și ca Ramatha sau Ramah] locul nașterii și înmormântării lui Samuel [1Sm 1v1–2; 1v19; 19v22–23; 20v1; 25v1]. Este mai probabil din care provine orașul Iosif din Ramtha [Arimatea].